# Fryeburg (Maine)
Fryeburg est une ville américaine située dans le Comté d'Oxford, dans le Maine. Selon le recensement de 2020, sa population est de 3 369 habitants.